# Napeocles jucunda
Napeocles jucunda is een vlinder uit de familie Nymphalidae. De wetenschappelijke naam van de soort is voor het eerst geldig gepubliceerd in 1808 door Jacob Hübner.